# Crambe aculeolata
Crambe aculeolata är en korsblommig växtart som först beskrevs av Nikolaj Adolfovitj Busj, och fick sitt nu gällande namn av Ekaterina Georgiewna Czerniakowska. Crambe aculeolata ingår i släktet krambar, och familjen korsblommiga växter. Inga underarter finns listade i Catalogue of Life.